# Cenemus culiculus
Cenemus culiculus är en spindelart som först beskrevs av Simon 1898.  Cenemus culiculus ingår i släktet Cenemus och familjen dallerspindlar.
Artens utbredningsområde är Seychellerna. Inga underarter finns listade i Catalogue of Life.